# Pentasiarczek diarsenu
Pentasiarczek diarsenu, nazwa Stocka: siarczek arsenu(V), As
2S
5 – nieorganiczny związek chemiczny z grupy siarczków, sól kwasu siarkowodorowego i arsenu na V stopniu utlenienia. Struktura tego związku odpowiada wzorowi As
4S
10 i jest identyczna ze strukturą P
4O
10. Wykorzystywany jest w chemii analitycznej oraz jako pigment i filtr świetlny.

## Otrzymywanie
Pentasiarczek diarsenu otrzymuje się poprzez strącanie siarkowodorem z silnie zakwaszonych roztworów arsenianów (kwasu arsenowego lub dobrze rozpuszczalnych soli arsenu(V), np. pentachlorku arsenu):
2H
3AsO
4 + 5H
2S → As
2S
5 + 8H
2O
2AsCl
5 + 5H
2S → As
2S
5 + 10HCl
Brak silnego zakwaszenia spowodować może redukcję kwasu arsenowego do kwasu arsenawego:
H
3AsO
4 + H
2S → H
3AsO
3 + H
2O + S
i w rezultacie strącanie się mieszaniny trisiarczku arsenu i siarki:
2H
3AsO
3 + 3H
2S → As
2S
3 + 6H
2O
Innym sposobem jest ogrzewanie mieszaniny arsenu i siarki, a następnie ekstrakcja wodą amoniakalną i strącanie z użyciem kwasu solnego w niskiej temperaturze.

## Właściwości
Jest to brązowożółte, amorficzne ciało stałe, praktycznie nierozpuszczalne w wodzie, natomiast rozpuszczalne w zasadach (z którymi tworzą jednocześnie tioarseniany i arseniany), roztworach siarczków metali alkalicznych i amonu (w których tworzy jony tioarsenianowe AsS3−
4 i odpowiadające im tioarseniany) i kwasie azotowym. Sublimuje podczas ogrzewania, a rozkłada się w temperaturze około 500 °C. Pod wpływem powietrza i wysokiej temperatury, pentasiarczek diarsenu ulega utlenieniu tworząc różne tlenki arsenu (w zależności od ilości powietrza).
We wrzącej wodzie, pentasiarczek diarsenu hydrolizuje z wytworzeniem kwasu arsenawego i siarki:
As
2S
5 + 6H
2O → 2H
3AsO
3 + 2S + 3H
2S